# Couziers
Couziers település Franciaországban, Indre-et-Loire megyében. Lakosainak száma 117 fő (2022. január 1.). Couziers Fontevraud-l’Abbaye, Candes-Saint-Martin, Lerné, Saint-Germain-sur-Vienne és Roiffé községekkel határos.

## Népesség
A település népességének változása:
| Lakosok száma | 127  | 100  | 103  | 105  | 127  | 123  | 112  | 110  | 108  | 117  |
|               | 1968 | 1982 | 1990 | 2006 | 2013 | 2015 | 2017 | 2019 | 2020 | 2022 |